# Mouterre-sur-Blourde
Mouterre-sur-Blourde è un comune francese di 181 abitanti situato nel dipartimento della Vienne nella regione della Nuova Aquitania.

## Società

### Evoluzione demografica
Abitanti censiti